# Heteropelma flaviorbitum
Heteropelma flaviorbitum är en stekelart som beskrevs av Wang 1984. Heteropelma flaviorbitum ingår i släktet Heteropelma och familjen brokparasitsteklar. Inga underarter finns listade i Catalogue of Life.